# Wrigley Airport
Wrigley Airport är en flygplats i Kanada. Den ligger i den centrala delen av landet, 3 600 km nordväst om huvudstaden Ottawa. Wrigley Airport ligger 149 meter över havet.
Terrängen runt Wrigley Airport är platt åt sydväst, men åt nordost är den kuperad. Runt Wrigley Airport är det mycket glesbefolkat, med 2 invånare per kvadratkilometer.. Närmaste större samhälle är Wrigley, 5,4 km nordväst om Wrigley Airport.